# Le Coup de fusil
Pour plus de détails, voir Fiche technique et Distribution.
Le Coup de fusil est un film muet français réalisé par Georges Denola, sorti en 1908.

## Fiche technique
- Titre : Le Coup de fusil
- Réalisation : Georges Denola
- Scénario : d'après une nouvelle de Jules Sandeau
- Photographie :
- Montage :
- Producteur :
- Société de production : Société cinématographique des auteurs et gens de lettres (S.C.A.G.L)
- Société de distribution :  Pathé Frères
- Pays d'origine :  France
- Langue : film muet avec les intertitres en français
- Format : Noir et blanc — 35 mm — 1,33:1 — Muet
- Genre : Film dramatique
- Métrage : 300 mètres
- Durée : 10 minutes
- Dates de sortie :
  -  France : 27 décembre 1908

## Distribution
- Charles Mosnier
- Paul Chelles
- Madeleine Taillade
- Henriette Miller